# كأس تونس للكرة الطائرة للرجال 1995–96
كأس تونس للكرة الطائرة للرجال 1995-1996 هو الموسم رقم 40 من كأس تونس للكرة الطائرة للرجال.

فاز بهذا الموسم الترجي الرياضي التونسي.

## روابط خارجية
- الموقع الرسمي للجامعة التونسية للكرة الطائرة.